# Dichoropetalum schottii
Dichoropetalum schottii är en växtart i släktet Dichoropetalum och familjen flockblommiga växter.
Arten är en perenn ört som förekommer från sydöstra Frankrike till Grekland. Den beskrevs som Peucedanum schottii av Wilibald Swibert Joseph Gottlieb von Besser och Augustin Pyrame de Candolle 1830, och fick sitt nu gällande namn av Michail Pimenov och Jevgenij Kljujkov 2007.